# Урал (группа компаний)
НПРО «Урал» — российская группа компаний, контролируемая Владиславом Шацилло. В неё входят компании по добыче железной руды, расположенные в Челябинской области, а также домостроительный комбинат.

## История
Владислав Вадимович Шацилло до 1989 года занимался авторским надзором проектов ПО «Маяк».
Затем он, сначала как глава молодежного центра «Арго» при ПО «Маяк», стал заниматься бизнесом в сфере промышленного и гражданского строительства (проектные работы и производство строительных материалов), а с 1993 года его бизнес стал также связан и с горной отраслью.
В 1998 году было создано НПРО «Урал» как холдинговая группа. В 1999—2001 годах были приобретены акции Богословского и Бакальского рудоуправлений.
В 2012 году НПРО «Урал» стало владельцем 51% доли в уставном капитале ООО «Бакальское рудоуправление» и 100% доли в уставном капитале ООО «Рудник», которому принадлежит лицензия на разработку Теченского железорудного месторождения. Покупка была оформлена на фирму Atop International Group Limited, зарегистрированную на Британских Виргинских островах. 
В 2023 году в арбитражном суде слушалось дело о банкротстве ООО «Бакальское рудоуправление», а его имущество было выставлено на торги.
В 2013 году группа приобрела у Evraz Plc Высокогорский горно-обогатительный комбинат.
По данным на 2013 год, Владиславу Шацилло принадлежали 68,82% уставного капитала ООО «Научно-производственное региональное объединение «Урал»», остальные 31,18% принадлежали Atop International Group Limited.

## Структура группы
- ООО «Холдинговая группа «Научно-производственное региональное объединение «Урал»»»;
- ООО «Научно-производственное региональное объединение «Урал»»;
- АО «Высокогорский горно-обогатительный комбинат»;
- ООО «Бакальское рудоуправление»;
- ООО «Научно-внедренческое предприятие «Пиромет-Технология»»»;
- ООО «Сервисный центр»;
- ООО «Красноармейский песчаный карьер»;
- ООО «Торговый дом «Руда Урала»»;
- ООО «Домостроительный комбинат»[7].